# (2181) Fogelin
(2181) Fogelin (1942 YA) – planetoida z pasa głównego asteroid okrążająca Słońce w ciągu 4,18 lat, w średniej odległości 2,59 au. Odkryta 28 grudnia 1942 roku.